# Capromys
A Capromys az emlősök (Mammalia) osztályának a rágcsálók (Rodentia) rendjébe, ezen belül a hutiák (Capromyidae) családjába tartozó nem.

## Rendszerezés
A nembe az alábbi 2 faj tartozik:
- Capromys gundlachianus Varona, 1983 - korábban a Capromys pilorides alfajának tekintették
- hutia konga (Capromys pilorides) Say, 1822 - típusfaj